# باپت
باپت (به فرانسوی: Baupte) یک کمون (فرانسه) در فرانسه است که در canton of Périers واقع شده‌است. باپت ۲٫۲۹ کیلومتر مربع مساحت دارد ۲۰ متر بالاتر از سطح دریا واقع شده‌است.